# 庫爾默蘭

庫爾默蘭（绿色）在今日波兰的国境中

庫爾默蘭（波蘭語：ziemia chełmińska；英語：Chełmno Land），位於波蘭中央偏北部波美拉尼亞的一個地區，以此地區內著名城市庫爾姆（德語：Kulm，今稱海烏姆諾）而得名。此區域內最大的城市為托倫，與之並稱的大城市為格魯瓊茲。
歷史上屬於條頓騎士團和普魯士，現在此區域屬於波蘭庫亞維-波美拉尼亞省。
位於维斯瓦河右岸（维斯瓦河做為區域的西方邊界），南至德爾文察河，北至姆龍戈沃。東至盧巴瓦。